# 방봉순
방봉순(方鳳淳, 영어 이름은 크리스 뱅(Chris Bang), 1918년 9월 3일 ~ 1998년 3월 23일)은 대한민국 독립운동가이다.

## 이력

### 주요 경력
- 1931년 경성재동보통학교 졸업
- 1937년 평안남도 평양고등보통학교 졸업
- 1944년 8월 일본 호세이 대학교 법정학과 중퇴
- 1945년 5월 일본군 학병 징집
- 1945년 6월 일본군 군내를 이탈하고 한국광복군 제3지대에 입대 및 광복군 대한 국내 정진교육훈련반에 편입
- 1945년 7월 1일 광복군 대한 국내 정진교육훈련반 수료
- 1945년 8월 15일 중화민국 구이저우 성 구이양에서 조선 광복을 목도.
- 1946년 5월 31일 대한광복군 소위 전역.
- 1946년 6월 15일 중화민국 타이완 성 타이베이로 건너감.
- 1947년 8월 21일 미군정 남조선 과도정부 수도 서울에 귀환.
- 1956년 대한민국 국방대학교 행정학사 1기 학위(1956년 2월).

## 서훈
- 그는 1963년 8월 15일 대한민국 정부에서 당시 대한민국 대통령 권한대행 박정희가 수여한 대한민국 대통령 표창장을 받았다.